# Alyna
Alyna é uma telenovela filipina exibida em 2010 pela ABS-CBN. Foi protagonizada por Jason Abalos e Sid Lucero com atuação antagônica de Kaye Abad.

## Elenco
- Jason Abalos - Dominic Del Carmen[2]
- Sid Lucero - Dexter 'Rex' Del Carmen[2]
- Kaye Abad - Lilet Cenarosa-Del Carmen.[3]
- Francine Prieto - Aida Natividad / Mira Fuentes
- Jao Mapa - Reynaldo "Naldo" Natividad
- Beauty Gonzalez - Liza Abadilla[3]
- Paul Jake Castillo - Patrick[3]
- Charee Pineda - Jacqueline Cenarosa
- JM De Guzman - Yael[3]
- Jose Sarasola - Andrew
- Maria Isabel Lopez - Donya Fausta Del Carmen
- Dionne Monsanto - Arianna
- Bing Davao - Paco Alvaro
- Edward Mendez - Victor Alvaro
- Blythe Gorostiza - Sophia